# Gombe
För andra betydelser, se Gombe (olika betydelser).
Gombe är en stad i nordöstra Nigeria. Den är administrativ huvudort för delstaten Gombe och har 268 000 invånare (2006) på en yta av 52 km².
Gombe ligger vid järnvägen mellan Bauchi och Maiduguri, och är ett handels- och marknadscentrum med cement- och textilindustri och flera högskolor. Staden var tidigare huvudstad i emiratet Gombe, som grundades tidigt på 1800-talet.